# 野中のばら
野中 のばら（のなか のばら、10月31日 - 2012年11月16日）は、日本の女性4コマ漫画家。東京都出身。北海道札幌市在住。

## 概要
1989年、『まんがタイムスペシャル』（芳文社）掲載の『ちびっこパフェ』でデビュー。以後、同誌を中心に、『まんがホーム』『Kiss』『まんがライフ』など、数多くの雑誌で活躍。
代表作に、『ガテンのカコちゃん』『ネコがスキ』『ネコ様の言うなり』など。
北海道在住であるため、『北海道新聞』にも連載を持っていたが、2012年11月16日未明に病気のため死去。同紙で連載されていた『今日の北野サン家』が、作者病死のため2012年11月10日号掲載分の第459回を以て絶筆となった旨が、2012年11月18日号紙面で告知された。

## 作品リスト
- ガテンのカコちゃん
- ハイテンションプリーズ
- ウソからでた真琴ちゃん
- そんなばななちゃん
- ネコがスキ
- どちらまでっ
- 恋する焼ポテト?-野中のばらのお蔵だし作品集
- コミックミャウリンガルさろん
- 事件ですョ! ひかるちゃん
- てくてくとあるこう
- ネコ様の言うなり
- 肉球プニプニ日記
- たびたびあじあ
- 奥様うでまくりっ!
- たびたびあじあ（上海）
- ねこねこ三重奏
- にゃミリーワンだほー!
- 猫の詰め合わせ